# پیر آنجلی
 پیر آنجلی (ایتالیایی: Pier Angeli؛ ۱۹ ژوئن ۱۹۳۲ – ۱۰ سپتامبر ۱۹۷۱) یک هنرپیشه اهل ایتالیا بود. وی بین سال‌های ۱۹۵۰ تا ۱۹۷۱ میلادی فعالیت می‌کرد.

## فیلم‌شناسی
از فیلم‌ها یا برنامه‌های تلویزیونی که وی در آن نقش داشته است می‌توان به سکوت خشمناک ،  فردا هم روز خداست و کسی آن بالا مرا دوست دارد ؛ اشاره کرد.